# Richards (Missouri)
Richards è un villaggio degli Stati Uniti d'America, situato nello Stato del Missouri, nella contea di Vernon.